# The Midlands
The English Midlands eller bare the Midlands er den centrale del af England i Storbritannien, og svarer nogenlunde til det historiske kongerige Mercia. Det grænser op til Wales, Sydengland, Nordengland og East Anglia. Den største by er Birmingham, som var vigtig under industrialiseringen i 1700- og 1800-tallet. Størstedelen af området er administreret som del af Government Office Regions i West Midlands og East Midlands, mens andre dele høre under Bedfordshire, Cambridgeshire, Peterborough, Oxfordshire, Gloucestershire og det nordlige Lincolnshire.

## Byer
- Alcester, Aldridge, Alfreton, Ashbourne, Ashby de la Zouch, Atherstone
- Banbury, Bedworth, Belper, Bewdley, Birmingham, Bloxwich, Boston, Bridgnorth, Bromsgrove, Brownhills, Burntwood, Burton upon Trent, Buxton
- Cannock, Chesterfield, Coalville, Corby, Coventry
- Darlaston, Derby, Droitwich, Dudley
- Eastwood, Evesham
- Gainsborough, Grantham, Glossop
- Halesowen, Hereford, Henley-in-Arden, Hinckley, Hucknall
- Kenilworth, Kettering, Kibworth Beauchamp, Kidderminster
- Leamington Spa, Leek, Leicester, Lichfield, Lincoln, Long Eaton, Loughborough, Ludlow, Lutterworth
- Malvern, Mansfield, Market Drayton, Market Harborough, Matlock
- Newark-on-Trent, Newcastle-under-Lyme, Northampton, Nottingham, Nuneaton
- Oldbury, Oswestry
- Redditch, Rothwell, Rugby, Rugeley, Rushden
- Shrewsbury, Skegness, Smethwick, Solihull, Stafford, Stamford, Stoke-on-Trent, Stone, Stourbridge, Stourport-on-Severn,  Stratford-on-Avon, Sutton Coldfield, Southam
- Tamworth, Telford, Tipton, Towcester
- Uttoxeter
- Walsall, Warwick, Wednesbury, Wellingborough, West Bromwich, Whitchurch, Wigston, Wolverhampton, Worcester